# 刘振杰
刘振杰（1927年—）河北安国人，中国人民解放军少将，中央军委办公厅、中国人民解放军总参谋部办公厅副主任，长期从事军队档案工作。

## 生平
1944年6月，刘振杰参加中国人民解放军的前身。1952年开始投身档案事业，参与开创了中国人民解放军档案工作，参与组织和起草了军队档案工作方针、任务、管理体制、管理方法、基本原则等档案业务文件。曾任中央军委档案处处长兼中国人民解放军档案馆馆长，中央军委办公厅、中国人民解放军总参谋部办公厅副主任兼档案处处长，是中国档案学会第二、第三届副理事长。后任中国档案学会第四、五、六、七届名誉理事长。曾主持筹建空军政治学院图书档案系并兼任该系名誉主任、教授，还曾任军事档案教材编审委员会主任委员，主持创办《解放军档案》刊物，主编《档案缩微摄影工作指南》图书（1989年出版）。1988年，作为总参谋部办公厅副主任获授少将军衔。

## 著作
- 刘振杰主编，档案缩微摄影工作指南，蓝天出版社，1989年